# Timeless (The Watch)
Timeless is een studioalbum van The Watch uit Italië. The Watch speelt in de stijl van Genesis van beginjaren 70 en liet dat ook horen op het eigen albums. Op Timeless speelt The Watch in de stijl van de albums From Genesis to Revelation (1969, een album dat Genesis zelf links liet liggen) en Trespass (1970). De laatste track van Timeless wordt gevormd door Stagnation, track nummer 5 van Trespass. Let us make love was bedoeld voor een van de twee albums, maar kwam in de la te liggen om er pas veel later weer uit te komen. 

## Musici
- Giorgio Gabriel – gitaar
- Gugliemo Mariotti – basgitaar, moog baspedalen, gitaar, zang
- Simone Rossetti – zang, mellotron, toetsinstrumenten, dwarsfluit
- Valerio de Vittorio – toetsinstrumenten, zang
- Marco Fabbri – slagwerk, percussie

Met
- John Hackett – dwarsfluit op Let us now make love

## Muziek
| Nr. | Titel                          | Duur |
| --- | ------------------------------ | ---- |
| 1.  | The watch (The Watch)          | 1:47 |
| 2.  | Thunder has spoken (The Watch) | 4:48 |
| 3.  | One day (The Watch)            | 4:09 |
| 4.  | In the wilderness (Genesis)    | 4:05 |
| 5.  | Soaring on (The Watch)         | 4:23 |
| 6.  | Let us now make love (Genesis) | 4:49 |
| 7.  | Scene of the crime (The Watch) | 5;13 |
| 8.  | End of the road (The Watch)    | 6:21 |
| 9.  | Exit (The Watch)               | 0:57 |
| 10. | Stagnation (Genesis)           | 8:34 |

Genesis bestond toen uit Peter Gabriel, Tony Banks, Mike Rutherford, Anthony Phillips en John Mayhew.